# 宮田多津夫
宮田 多津夫（みやた たつお、1958年 - ）は、日本の建築家。ＡＲＣＨＩ＋Ｍ（アーキ・エム） 宮田多津夫設計工房代表。

## 略歴
1958年東京都生まれ。1981年に早稲田大学理工学部建築学科を卒業後、松田平田設計入社、同取締役、同グループ会社のＮＥＸＴ／ｍ（ネクスト・エム）代表取締役を経て、ＡＲＣＨＩ＋Ｍ 宮田多津夫設計工房を設立、同代表。
日本建築家協会（JIA）会員および関東甲信越支部港地域会（代表）、日本建築学会（AIJ）正会員。
過去に、日本建築学会代議員、日本建築学会関東支部常議員などを歴任。

## 主な受賞歴
- 1993年（平成5年） - BCS賞 （日本中央競馬会 阪神競馬場スタンド）[5]
- 2002年（平成14年） - 日本建築学会作品選奨選定 （山梨県小瀬スポーツ公園アイスアリーナ）[6]
- 2003年（平成15年） - BCS賞 （山梨県小瀬スポーツ公園アイスアリーナ）[7]
- 2003年（平成15年） - IOC/IAKS AWARD 2003 SILVER AWARD （山梨県小瀬スポーツ公園アイスアリーナ）[8]
- 2009年（平成21年） - BCS賞 （日本中央競馬会 東京競馬場 フジビュースタンド）[9]
- 2009年（平成21年） - BELCA賞 （松田平田設計本社ビルのリノベーション） [10]
- 2010年（平成22年） - JIA環境建築賞最優秀賞 （松田平田設計本社ビルのリノベーション）[11]

## 主な建築作品
- 1992年（平成4年） - 日本中央競馬会 阪神競馬場スタンド[12]
- 2000年（平成4年） - 山梨県小瀬スポーツ公園アイスアリーナ[13][14]
- 2006年（平成18年） - 松田平田設計本社リノベーション[15][16][17]
- 2007年（平成19年） - 日本中央競馬会 東京競馬場 フジビュースタンド[18]
- 2013年（平成25年） - 板橋区立赤塚第二中学校[19][20]
- 2018年（平成30年） - 熊谷ラグビー場[21]
- 2019年（令和元年） - ナショナルトレーニングセンター(NTC) 屋内トレーニングセンター・イースト[22]

## その他の建築作品
12ヵ月ビル（1984年）、
損保ジャパン山梨総合研修センター（旧安田火災100周年記念研修センター）（1988年）、
みずほ銀行多摩情報センター、
世田谷区立総合運動場温水プール（1995年）、
りそな銀行総合システムセンター（1996年）、
pril桐生競艇場スタンド（2005年）、
埼玉りそな銀行 さいたま研修センター（2010年）、
文京総合体育館（2013年）、
日本中央競馬会 札幌競馬場（2014年）、
世田谷区用賀中学校、
板橋区立赤塚新町小学校、
港南ビル、
和光市立下新倉小学校（2016年）、
ザ・クレセント アームズ 三番町（2018年）、
新潟県立武道館（謙信公武道館）（2019年）、
板橋区立中央図書館（2021年）、
日野市立南平体育館（2022年）、
りそなコエドテラス（2024年）
など

## 主な著書
- 2010年 『しあわせな建築 松田平田設計本社ビル--ストック社会における100年建築へのチャレンジ(第18回BELCA賞 ベストリフォーム部門受賞)』がBELCA news　125号の 58～63ページに掲載[29]
- 板橋区新しい学校づくり研究会（宮田多津夫ほか） 『新しい学校づくり、はじめました。』flick studio、2014年、5,144頁,裏表紙。
- 板橋区・板橋区教育委員会　監修・著（宮田多津夫ほか 協力） 『板橋教育改革 新しい学校はこうしてつくる』flick studio、2017年、187頁,裏表紙。
- TMIBを愛する会（宮田多津夫ほか）『えっ! ホントに壊す! ?東京海上ビルディング』建築ジャーナル、2022年、166頁。